# Elisabeth Helmerová
Elisabeth Helmerová (nepřechýleně Elisabeth Helmer; 24. října 1854 – 10. dubna 1920) byla norská fotografka působící v Grimstadu. Studovala u fotografky Louise Abel v Christianii. Helmerová sama měla několik studentů, včetně Gunhildy Larsenové, která se později stala její obchodní partnerkou a nakonec společnost v roce 1912 převzala.

## Politicky aktivní
Helmerová byla aktivní šampionkou v ženských záležitostech . Byla členkou městské rady Grimstad a jednou ze zakladatelek Národní asociace ženských hlasů, pobočka Grimstad.

## Sbírka fotografií
Fotografie Helmerové jsou dnes v muzeu a archivu Aust-Agder v Arendalu . Helmerová pořídila jak portrétní fotografie, tak městské a krajinářské fotografie z oblasti Grimstadu.  Její fotografie jsou součástí sbírky Fløistad, která zahrnuje díla několika fotografů Grimstadu. 